# 张华镇 (平原县)
张华镇，是中华人民共和国山東省德州市平原县下辖的一个乡镇级行政单位。

## 行政区划
张华镇下辖以下地区：
中心社区、朝阳社区村、新悦社区村、顺河社区村、南园社区村、河西社区村、东兴社区村和华新社区村。